# Felsenkeller (Solingen)
Felsenkeller (ⓘ) ist eine Ortslage in der bergischen Großstadt Solingen.  

## Lage und Beschreibung
Felsenkeller befindet sich im östlichen Bereich des Stadtbezirks Solingen-Mitte nahe dem Fluss Wupper, der im Bereich Müngsten die Stadtgrenze zu Wuppertal und Remscheid bildet. Der Ort liegt in einer Haarnadelkurve der Bundesstraße 229, der Remscheider Straße, die Müngsten mit der Krahenhöhe verbindet. Dort befinden sich zwei Gebäude, die heute nur noch als Wohnhaus genutzt werden. Über Felsenkeller verläuft der Windfelner Bach, der bei Eick entspringt und bei Grunenburg in die Wupper mündet. Das Tal des Windfelner Baches überspannt unmittelbar westlich von Felsenkeller die 40 Meter hohe Windfelner Brücke, eine Eisenbahnbrücke, die aus Richtung Solingen kurz vor der Müngstener Brücke liegt.
Benachbarte Orte sind bzw. waren (von Nord nach West): Eulswaag, Kirschberger Kotten, Grunenburg, Müngsten, Schaberg, Eick, Windfeln und Halfeshof.

## Geschichte

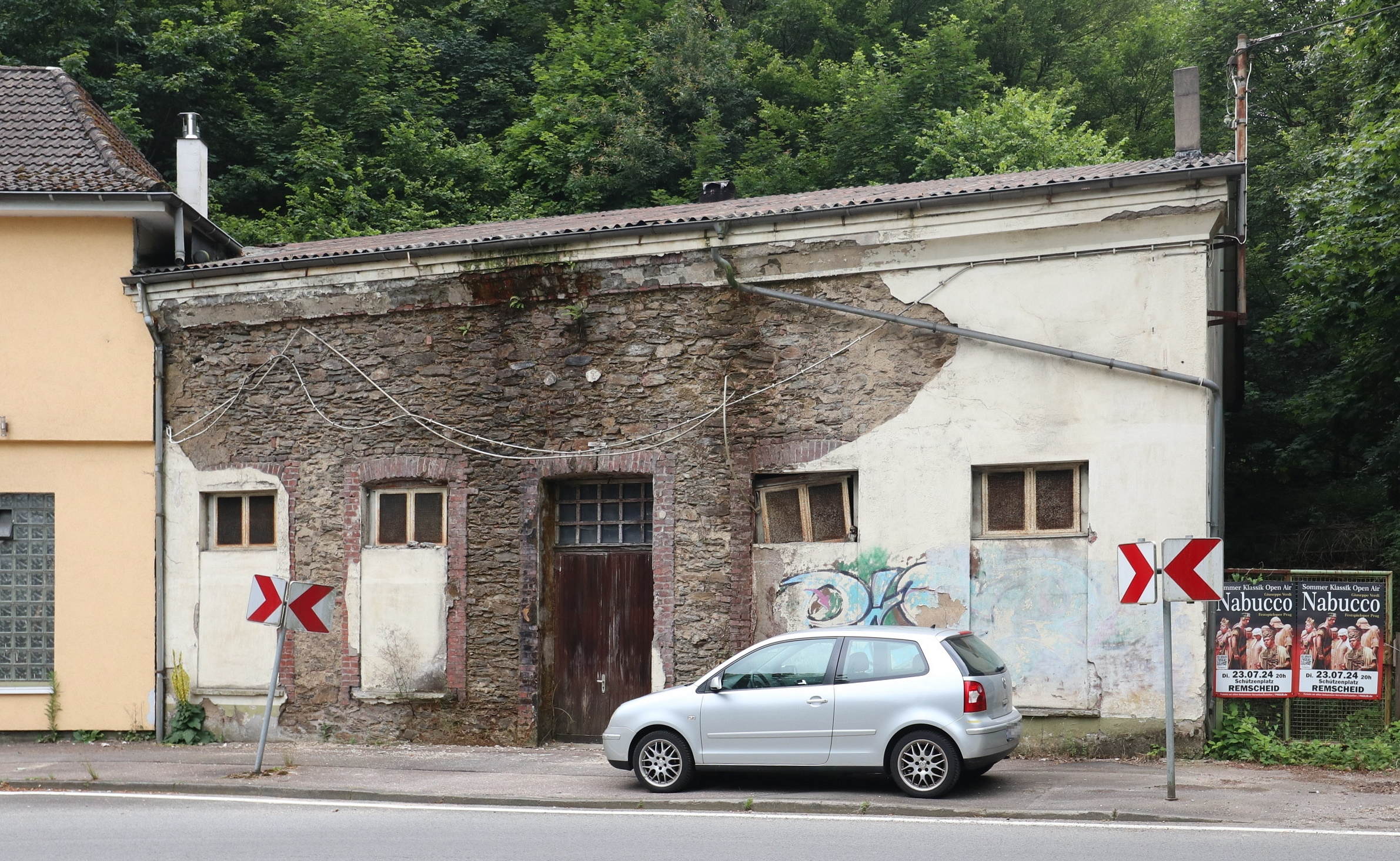
Bruchsteingebäude

Felsenkeller entstand an der unter Preußen 1845 bis 1848 zur Chaussee ausgebauten Wegeverbindung zwischen Remscheid und Krahenhöhe bzw. Solingen mit der alten Wupperbrücke bei Müngsten.:1 Im Jahre 1862 entdeckte der Solinger Brauer Carl Beckmann an der Stelle des späteren Ortes eine Möglichkeit zur kühlen Lagerung seiner Biervorräte in einem von ihm in das Gestein geschlagenen Felsenkeller in Form eines Stollens. Zur Kühlung des Biers wurden im Winter Eisblöcke aus dem Morsbachteich bei Grunenburg entnommen. Beckmann richtete vor Ort auch einen Gastronomiebetrieb ein, den er Felsenkeller nannte. Bei dem Wirbelsturm im Bergischen Land im Jahre 1906 drohte der Windfelner Bach die Gastronomie am Felsenkeller durch Hochwasser zu zerstören.
Der Stollen samt Gastronomiebetrieb wurde bald auch als eigenständige Ortslage in der damaligen Bürgermeisterei Dorp geführt, die im Jahre 1856 das Stadtrecht erhalten hatte. Felsenkeller lag dort in der Flur II. Meigen. Die Bürgermeisterei beziehungsweise Stadt Dorp wurde nach Beschluss der Dorper Stadtverordneten zum 1. Januar 1889 mit der Stadt Solingen vereinigt. Damit wurde Felsenkeller ein Ortsteil Solingens. Während der Luftangriffe auf Solingen im Zweiten Weltkrieg diente der Stollen am Felsenkeller der einheimischen Bevölkerung teilweise auch als Luftschutzraum. Aus der Müngstener Chaussee wurde die heutige Bundesstraße 229, die auf Solinger Stadtgebiet Remscheider Straße heißt. 
Der Gastronomiebetrieb in Felsenkeller wurde in der Nachkriegszeit eingestellt und die Gebäude in Wohnhäuser umgewandelt. Der Ortsname Felsenkeller ist bis heute im Solinger Stadtplan verzeichnet.